# Mistrzostwa Europy w Lekkoatletyce 1974 – chód na 20 km mężczyzn

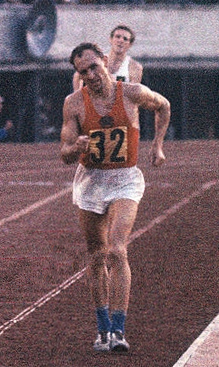
Wołodymyr Hołubnyczy

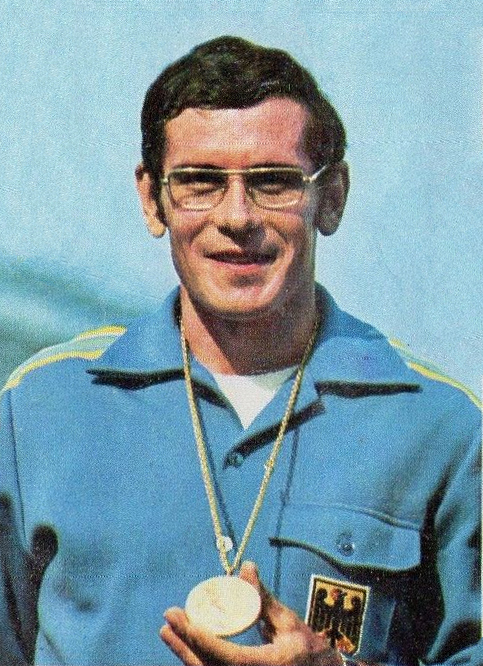
Bernd Kannenberg

Chód na 20 kilometrów mężczyzn był jedną z konkurencji rozgrywanych podczas XI Mistrzostw Europy w Rzymie. Został rozegrany 3 września 1974 roku. Zwycięzcą tej konkurencji został reprezentant Związku Radzieckiego Wołodymyr Hołubnyczy. W rywalizacji wzięło udział dwudziestu jeden zawodników z dwunastu reprezentacji.

## Rekordy
| Rekord świata     | Paul Nihill (GBR)  | 1:24:50   | Douglas, Wielka Brytania | 30.07.1972 |
| Rekord Europy     | Paul Nihill (GBR)  | 1:24:50   | Douglas, Wielka Brytania | 30.07.1972 |
| Rekord mistrzostw | Mykoła Smaha (SUN) | 1:27:20,2 | Helsinki, Finlandia      | 10.08.1971 |

## Wyniki

### Finał
| Miejsce | Zawodnik               | Czas      |
| ------- | ---------------------- | --------- |
| 1       | Wołodymyr Hołubnyczy   | 1:29:30,0 |
| 2       | Bernd Kannenberg       | 1:29:38,2 |
| 3       | Roger Mills            | 1:32:33,8 |
| 4       | Armando Zambaldo       | 1:33:04,8 |
| 5       | Jan Ornoch             | 1:33:19,6 |
| 6       | Amos Seddon            | 1:34:17,6 |
| 7       | Sandro Bellucci        | 1:34:52,4 |
| 8       | Hans Tenggren          | 1:35:47,0 |
| 9       | Vinko Galušić          | 1:36:32,2 |
| 10      | Owe Hemmingsson        | 1:37:07,6 |
| 11      | Siegfried Zschiegner   | 1:37:45,0 |
| 12      | Ewgeni Semerdżiew      | 1:39:42,4 |
| 13      | Milan Vála             | 1:39:50,8 |
| 14      | Jean-Claude Decosse    | 1:39:54,8 |
| 15      | Jewgienij Iwczenko     | 1:39:56,0 |
| –       | Peter Frenkel          | DNF       |
| –       | Christos Karagiorgos   | DNF       |
| –       | Gérard Lelièvre        | DNF       |
| –       | Vittorio Visini        | DNF       |
| –       | Władimir Saloszyk      | DQ        |
| –       | Karl-Heinz Stadtmüller | DQ        |